# Ricardo Vicuña
Ricardo Antonio Vicuña Ramírez (Santiago de Chile, 22 de marzo de 1955) es un director de televisión chileno.

## Biografía
Ingresó a la Escuela de Artes de la Comunicación (EAC) de la Pontificia Universidad Católica de Chile (PUC), en la carrera de Dirección Artística con Mención en Televisión. Vicuña fue compañero de director Vicente Sabatini, siendo ambos alumnos de la exigente Sonia Fuchs.
Vicuña ingresó a las filas de Televisión Nacional de Chile en 1981, con la fundación de su Área Dramática. Debutó en sus funciones como Director de Segunda Unidad en Villa Los Aromos, dirigida por el experimentado director chileno, Claudio Guzmán. Vicuña fue uno de los discípulos del connotado actor y director de telenovelas brasileño Herval Rossano, durante el breve pero rendidor período en que laboró para Chile, cuando fue contratado por los militares-ejecutivos del canal del Estado y Sonia Fuchs, para encargarse de la producción de las próximas teleseries en la década de los ochenta. Tras un desacuerdo con la plana ejecutiva de la época, Rossano renuncia a Televisión Nacional, llevándose a Nívea Maria, la protagonista de la telenovela en ese entonces al aire, El juego de la vida (que también era su esposa), con él de regreso a Brasil. Ante esta inesperada acción, Ricardo es designado como el nuevo director general de la telenovela, marcando así su debut en la dirección y el debut de Sonia Viveros como la principal figura del canal estatal.
En 2006 Jaime de Aguirre le concedió el cargo de director general de Vivir con 10, la primera telenovela producida por Chilevisión. En 2008 dirigió la comedia Mala conducta. El 15 de septiembre de 2009, Vicuña es desvinculado de la dirección de Mujeres de lujo, siendo reemplazado por Patricio González Kuhlmann.
En 2015 dirigió la comedia de situación Los años dorados, coproducida por UCV Televisión y The Walt Disney Company, y protagonizada por Gloria Münchmeyer, Ana Reeves, Consuelo Holzapfel y Carmen Barros.

## Televisión
| Década | Año  | Título               | N.º Eps. | Título                    | Medio               |
| ------ | ---- | -------------------- | -------- | ------------------------- | ------------------- |
| 1980   | 1981 | Villa Los Aromos     | 55       | Asistente de director     | Televisión Nacional |
| 1980   | 1982 | La gran mentira      | 112      | Asistente de director     | Televisión Nacional |
| 1980   | 1983 | El juego de la vida  | 138      | Asistente de director     | Televisión Nacional |
| 1980   | 1984 | La represa           | 103      | Director general          | Televisión Nacional |
| 1980   | 1985 | La dama del balcón   | 86       | Director general          | Televisión Nacional |
| 1980   | 1985 | Morir de amor        | 101      | Director general          | Televisión Nacional |
| 1980   | 1986 | La villa             | 187      | Director general          | Televisión Nacional |
| 1980   | 1987 | Mi nombre es Lara    | 102      | Director general          | Televisión Nacional |
| 1980   | 1988 | Bellas y audaces     | 101      | Director general          | Televisión Nacional |
| 1990   | 1990 | Acércate más         | 89       | Director general          | Canal 13 (Chile)    |
| 1990   | 1991 | Ellas por ellas      | 90       | Director general          | Canal 13 (Chile)    |
| 1990   | 1993 | Doble juego          | 96       | Director general          | Canal 13 (Chile)    |
| 1990   | 1995 | El amor está de moda | 88       | Director general          | Canal 13 (Chile)    |
| 1990   | 1996 | Adrenalina           | 100      | Director general          | Canal 13 (Chile)    |
| 1990   | 1998 | Amándote             | 100      | Director general          | Canal 13 (Chile)    |
| 2000   | 2007 | Vivir con 10         | 105      | Director general          | Chilevisión         |
| 2000   | 2008 | Mala conducta        | 182      | Director general          | Chilevisión         |
| 2000   | 2009 | Mujeres de lujo      | 1        | Director de preproducción | Chilevisión         |

### Series
Director general
- 2015: Los años dorados[16]
- 1996: Vecinos puertas adentro
- 1995: Soltero a la medida

Director
- 2012: Cobre (3 episodios)
- 2005 - Infieles
- 2003 - Cuentos de mujeres
- 2002: La vida es una lotería
- 1998: Los Cárcamo (1 episodio)
- 1989 - Los Venegas

### Programas
Director general
- 1998-2000 - Humanamente hablando